# Köckte (Tangermünde)
Köckte gehört zur Ortschaft Bölsdorf und ist ein Ortsteil der Stadt Tangermünde im Landkreis Stendal in Sachsen-Anhalt.

## Geographie
Köckte, eine frühere Gutssiedlung mit Kirche, liegt sieben Kilometer südwestlich von Tangermünde und 12 Kilometer südlich der Stadt Stendal in der Altmark in der Niederung des Flusses Tanger, der wenige Kilometer nordöstlich in die Elbe mündet. Bei Elbhochwasser strömt das Wasser in den Tanger zurück. Dadurch liegt Köckte im Überflutungsgebiet dieser beiden Flüsse und ist im Nordwesten von einem Deich umgeben.
Nachbarorte sind Demker im Westen, Elversdorf im Nordwesten, Bölsdorf im Nordosten, Buch im Südosten und Weißewarte im Südwesten.

## Geschichte

### Mittelalter bis Neuzeit
Im Jahre 1345 wird ein Dorf Kokede genannt, mit dem Markgraf Ludwig von Bayern die von Köckte belehnte. Im Landbuch der Mark Brandenburg von 1375 wird das Dorf als Kokede aufgeführt. Es umfasste 24 Zinshufen, von denen schon 13 schon wüst waren, also nicht bewirtschaftet wurden. Das hufeisenförmig angelegte Dorf, welches 1441 als Kockde noch bestand, ist danach eingegangen. 1472 wurde es als wüst bezeichnet. Das mittelalterliche Dorf lag unmittelbar südlich vom früheren Rittergut auf der „Alte Breite“.
Bereits im Jahre 1614, als Henning von Köckte ohne Erben verstorben war, erhielt der Oberjägermeister Hans Jakob von Roth (Rohtt) die Anwartschaft auf Köckte. Er wurde am 30. Dezember 1618 mit dem Rittergut und der Feldmark Köckte durch Kurfürst Johann Siegmund von Brandenburg belehnt. Dazwischen war Jahn von Köckte, ein Tangermünder Ratsherr, mit dem Vorwerk Köckte belehnt gewesen, das von der Familie auf der wüsten Feldmark errichtet worden war. Im Jahre 1687 hieß der Ort Köckte bey Tangermünde. Um die Mitte des 18. Jahrhunderts kam das Rittergut durch Erbschaft an die Familie von Arnim. 1804 gab es das adlige Gut Köckte mit einer Kapelle. Das Gut wurde 1892 an den Grafen von Finck von Finckenstein verkauft. Danach besaß die Familie Werner Klavehn das Rittergut Köckte. Nach 1929 ist die Familie Freyberg als Besitzer des Rittergutes Köckte nachweisbar.

### Archäologie
Im Jahre 2015 wurde im Zuge der Deichverlegung bei Köckte bei einer Grabung die ehemalige Siedlung südlich des jetzigen Ortsteils auf der Flur „Alte Breite“ freigelegt. Die Grabungsleiterin, die Archäologin Dorothee Menke, datierte die Anfänge der Siedlung in die vorrömischen Zeit. Die Siedlung existierte vermutlich bis ins frühe Mittelalter. Es wurden 320 Gräber mit Knochenresten und mehr als zehn Brunnen freigelegt sowie die Reste einer Holzkirche.

### Wüstung Fischeribbe
Wilhelm Zahn beschrieb 1909 die Lage der Wüstung Fischeribbe. Sie liegt 1,75 km südlich von Köckte, 3,5 km westlich von Buch und 1,5 km nordöstlich von Weißewarthe im Wald. Sie ist durchschnittlich einen Kilometer breit, in der Richtung von Nordwest nach Südost 1,75 Kilometer lang und liegt, wie Köckte, auf einer Höhe von 35 Metern.
Das Dorf wurde 1345 als Rysribbe erstmals erwähnt. Bereits 1440 war es wüst.

### Herkunft des Ortsnamens
Nach Heinrich Sültmann sind die Namen 1345 kokede, 1441 kockde, 1443 kokde, vom slawischen „kokot“ für „Hahn“ abzuleiten.

### Eingemeindungen
Ursprünglich gehörte das Rittergut Köckte zum Tangermündeschen Kreis der Mark Brandenburg in der Altmark. Von 1807 bis 1813 lag es im Kanton Grieben auf dem Territorium des napoleonischen Königreichs Westphalen. Nach weiteren Änderungen gehörte es ab 1816 zum Kreis Stendal, dem späteren Landkreis Stendal.
Am 30. September 1928 wurde der Gutsbezirk Köckte mit der Landgemeinde Bölsdorf vereinigt.
Durch die Eingemeindung der Gemeinde Bölsdorf in die Stadt Tangermünde am 1. Januar 2010 wurde Köckte ein Ortsteil von Tangermünde. Bölsdorf und Köckte bilden seitdem die Ortschaft Bölsdorf der Stadt Tangermünde.

### Einwohnerentwicklung
| Jahr | Einwohner |
| ---- | --------- |
| 1772 | 48        |
| 1790 | 31        |
| 1798 | 43        |
| 1801 | 34        |
| 1818 | 37        |

| Jahr | Einwohner |
| ---- | --------- |
| 1840 | 43        |
| 1864 | 81        |
| 1871 | 78        |
| 1885 | 72        |
| 1892 | [00]66    |

| Jahr | Einwohner |
| ---- | --------- |
| 1895 | 86        |
| 1900 | [00]77    |
| 1905 | 89        |
| 1910 | [00]60    |
| 2014 | [00]74    |

| Jahr | Einwohner |
| ---- | --------- |
| 2019 | [00]75    |
| 2021 | [0]75     |
| 2022 | [0]71     |

Quelle, wenn nicht angegeben, bis 1905:

## Religion
- Die Evangelischen aus Köckte sind in die Kirchengemeinde Bölsdorf eingepfarrt, die früher zur Pfarrei Buch gehörte.[23] Sie wird heute betreut vom Pfarrbereich Lüderitz im Kirchenkreis Stendal im Bischofssprengel Magdeburg der Evangelischen Kirche in Mitteldeutschland.[24] Die ältesten überlieferten Kirchenbücher für Köckte stammen aus dem Jahre 1801, ältere Einträge sind bei Buch zu finden.[25]
- Die katholischen Christen gehören zur Pfarrei St. Elisabeth in Tangermünde im Dekanat Stendal im Bistum Magdeburg.[26]

## Kultur und Sehenswürdigkeiten
- Die evangelische Gutskapelle Köckte ist ein Fachwerksbau aus der Zeit um 1730, dessen Innenausstattung weitgehend erhalten ist.[27]
- Östlich der Kirche steht ein Grabdenkmal der Familie von Arnim.[10]
- Das monumentales Grabdenkmal der Familie Klavehn aus der Zeit um 1900 steht nördlich der Kirche.[10]
- Die Lindenallee Köckte ist seit 1970 ein Naturdenkmal.[28]
- Das denkmalgeschützte ehemalige Gutshaus nutzt der Deutsche Paritätische Wohlfahrtsverband im Erziehungsverbund Stendal als Heilpädagogisches Kinder- und Jugendheim.[29]